# Kappa Cygni
Kappa Cygni (1 Cygni) é uma estrela na direção da constelação de Cygnus. Possui uma ascensão reta de 19h 17m 06.11s e uma declinação de +53° 22′ 05.4″. Sua magnitude aparente é igual a 3.80. Considerando sua distância de 123 anos-luz em relação à Terra, sua magnitude absoluta é igual a 0.91. Pertence à classe espectral K0III.